# Knight of Cups
Knight of Cups ist ein US-amerikanischer Spielfilm aus dem Jahr 2015 von Terrence Malick, der auch das Drehbuch schrieb. In den Hauptrollen spielen Christian Bale, Cate Blanchett und Natalie Portman. Der Film wurde als Wettbewerbsbeitrag am 8. Februar 2015 bei den 65. Internationalen Filmfestspielen Berlin uraufgeführt. Kinostart in Deutschland war am 10. September 2015, in Österreich einen Tag später.

## Handlung
Der von Ruhm und Erfolg gelangweilte Hollywood-Drehbuchautor Rick begibt sich auf die Suche nach Liebe und dem Sinn seines Lebens. Dabei begegnet er neuen und alten Liebschaften, feiert wilde Partys und streift durch öde Wüstenlandschaften oder Hochhausschluchten. Er erinnert sich an die schönen Momente seiner gescheiterten Ehe mit Nancy, während er sich in eine unglückliche Affäre mit der dunkelhaarigen Elizabeth begibt. Zudem stellt er sich den längst überfälligen Konflikten mit seinem alternden Vater und seinem Bruder.

## Hintergrund
Der Titel des Films basiert auf der Tarotkarte Ritter der Kelche (engl. Knight of Cups), die für den Traumtänzer steht, der nach Liebe und Erfolg im Leben sucht. Der Film ist in verschiedene Kapitel unterteilt, die jeweils die Bezeichnung einer Tarotkarte tragen.

## Rezeption
Der Film erhielt nach seiner Uraufführung auf der Berlinale überwiegend wohlwollende Kritiken. In der Festivalbeschreibung heißt es, „auch in Terrence Malicks siebtem Film begleitet eine schwebende Kamera die Suchbewegungen eines zerrissenen Helden“. Malicks „Bilderreigen kontrastiert eine kalte, auf Funktionalität ausgerichtete Architektur mit der archaischen Schönheit der Natur“. Die Frauen, die sich in „Ricks inneren Monolog mischen“, stünden für „verschiedene Lebensprinzipien: Die eine lebt in der Realität, die andere verkörpert Schönheit und Sinnlichkeit.“
Das Schweizer Radio und Fernsehen übte scharfe Kritik und bewertete den Film als einfach nur platt: „Aber die filmischen Qualitäten, die durchaus etwas melancholisch-masochistisch Rauschhaftes an sich haben, helfen nicht darüber hinweg, dass die Leere der Hauptfigur der Leere des Films entspricht.“